# Пьяных, Дмитрий Сергеевич
Дмитрий Сергеевич Пьяных (род. 5 августа 1992, село Большие Озерки, Саратовская область) — российский государственный и политический деятель. Депутат Саратовской областной думы VI и VII созывов, депутат Государственной Думы VII созыва, заместитель председателя комитета по контролю и регламенту, член фракции «ЛДПР».

## Биография
Родился Дмитрий Пьяных 5 августа 1992 года в селе Большие Озерки, Балтайского района, Саратовской области. В 2007 году завершил обучение в общеобразовательной средней школе № 82 города Саратова. В 2011 году успешно окончил обучение в Саратовском техникуме железнодорожного транспорта. В 2016 году защитил диплом степени бакалавра в Саратовском государственном техническом университете имени Ю. А. Гагарина, получил специальность «Инженер-технолог транспортных процессов». В 2018 году завершил заочное обучение в магистратуре Поволжского института управления им. П. А. Столыпина РАНХиГС.
С 2011 по 2012 годы был призван на срочную службу в ряды Вооруженных сил Российской Федерации. Службу проходил командиром отделения.
С 2013 года осуществлял трудовую деятельность работая в управлении железнодорожными перевозками ООО "Торговый дом «Солнечные продукты», выполнял обязанности диспетчера службы планирования железнодорожных перевозок и тарифно-договорной работы.
Вступил в ряды членов политической партии «Либерально-демократическая партия России». С 2014 года являлся член координационного совета Саратовского регионального отделения ЛДПР. С мая по октябрь 2014 года исполнял обязанности координатора Саратовского городского отделения ЛДПР. С октября 2014 по июнь 2015 годы являлся заместителем координатора Саратовского регионального отделения ЛДПР. 16 мая 2015 года избран исполняющим обязанности координатора, а с 22 июля 2015 года координатором Саратовского регионального отделения ЛДПР, в 2017 году был переизбран.
С июня 2015 по октябрь 2016 года работал в статусе помощника депутата Государственной думы Российской Федерации VI созыва Антона Ищенко. С января по сентябрь 2017 года выполнял обязанности помощника депутата Государственной думы РФ VII созыва Александра Курдюмова.
В 2017 году избирается по единому избирательному округу депутатом Саратовской областной думы VI созыва. Работал в региональном парламенте членом совета Думы, председателем комитета по спорту, туризму и делам молодежи. Являлся членом комитетов по экономической, инвестиционной политике, предпринимательству и развитию цифровых технологий, а также по вопросам жилищной, строительной и коммунальной политики. Руководил фракцией ЛДПР в областной Думе.
На выборах в Государственную Думу VII созыва, которые прошли 18 сентября 2016 года, участвовал по Энгельсскому одномандатному избирательному округу № 166, а также был включён в составе региональной группы № 115 (Саратовская область). В своём округе набрал 8,17 % голосов избирателей и занял третье место. 9 сентября 2018 года принимал участие в дополнительных выборах в Госдуму VII созыва по Саратовскому одномандатному избирательному округу № 163. Стал вторым с результатом 16,01 % и уступил Ольге Алимовой от КПРФ.
В июле 2020 года, после назначения Михаила Дегтярёва исполняющим обязанности Губернатора Хабаровского края, Дмитрию Пьяных был передан свободный мандат депутата Государственной думы РФ VII созыва. 31 июля 2020 года приступил к исполнению обязанностей. Являлся заместителем председателя комитета по контролю и регламенту.
В сентябре 2022 года являлся кандидатом на пост губернатора Саратовской области от партии ЛДПР. По результатам выборов занял четвёртое место набрав 4,35 % голосов избирателей. Также в сентябре 2022 года был избран депутатом Саратовской областной думы VII созыва от партии ЛДПР.
Женат. Воспитывает дочь и сына.

## Задекларированные доходы
По итогам 2019 года депутат Дмитрий Пьяных задекларировал доход в сумме 1 миллион 932 тысячи рублей, его супруга заработала 85 тысяч рублей.